# Leptochiton batialis
Leptochiton batialis är en blötdjursart som beskrevs av Boris I. Sirenko 1979. Leptochiton batialis ingår i släktet Leptochiton och familjen Leptochitonidae. Inga underarter finns listade i Catalogue of Life.